# Haranga
Haranga (mongolisch Харанга; „Gong“) ist eine Rockband, die 1989 gegründet wurde und als erste mongolische Band Hard Rock spielte. Die Haranga-Band ist die erste und einzige Gruppe in der Geschichte der Mongolei, die den Staatspreis mit ihrer kompletten Bandmitglieder bekommen hat.

## Geschichte
Bei ihrer Gründung am 26. Oktober 1989 in Ulaanbaatar hatte die Gruppe noch keinen Namen, erst später nannten sie sich Haranga. Das erste Konzert mit dem Titel Amidral („Leben“) spielten sie im selben Jahr, die Tickets waren innerhalb einer halben Stunde ausverkauft. Sie spielten Rockhits wie Ügüilen sanana, Schuuder tsetseg, Ene bol durlal bisch, Tolin chul und Zöwhön Mongoldoo, die in der Mongolei bis heute zu den Rockklassikern gezählt werden.
Die Alben Erin zuuny chög und Best of Haranga wurde in Deutschland aufgenommen und wurde von Daimler-Chrysler und Siemens Nixdorf gesponsert. Sain baina uu Mongolia wurde im Jahr 1997 von Haranga und die deutsche Rockband Real Mother Fishermen zusammengespielt, die damals in der Mongolei besucht wurde.

## Diskografie (Auswahl)

### Studioalben
- 1997: Erin zuuny chög
- 1997: Best of Haranga (Stonehenge Productions)
- 2000: Bodlyn tengis
- 2003: Yertöntsiin öngö
- 2007: Spezial Edition Gold

### Mitgliederalben
H. Lchagwasüren
- 2011: Tengerleg anduud[4]
- 2011: Naryg chairla[4]
- 2011: Sambatiw[4]
- 2013: Mönch chöch tenger[4]
- 2014: Mongol eedsch[4]

## Musikvideos (Auswahl)
- Ene bol durlal bisch (On'n Off Records)
- Ench Taiwan (On'n Off Records)
- Chilenzet harts (On'n Off Records)
- Manan (On'n Off Records)
- Zöwchön Mongoldoo (On'n Off Records)
- Züüdendee bi (Nirunfilm Records)
- Süültschiin schönö (On'n Off Records)
- Ergech utschral (Lemon Records)
- Amidral (Lemon Records)
- Zamd garyaa (Lemon Records)

## Konzerte
- 1989: „Amidral“
- 1991: „Delchii yertönts“
- 1993: „My Rock“
- 1994: „5 Jahre Haranga“
- 1995: „Terteech ödrüüd“
- 1998: „Erin zuuny chög“
- 1999: „Setgeld schingesen duunuud“
- 1999: „10 Jahre Haranga“
- 2003: „Yertöntsiin öngö“
- 2004: „15 Jahre Haranga“
- 2009: „20 Jahre Haranga“
- 2011: „Amidral 2“
- 2018 „Chairla...“